# مخزن سد رود آغستفا
مخزن سد رود آغستفا (به لاتین: Aghstafachay reservoir) یک مخزن سد در جمهوری آذربایجان است که در شهرستان آغستفا واقع شده‌است.